# Sădievo, Sliven
Sădievo (în bulgară Съдиево) este un sat în comuna Nova Zagora, regiunea Sliven,  Bulgaria. 

## Demografie
Componența etnică a satului Sădievo
     Turci (1,08%)
     Bulgari (80,09%)
     Romi (12,18%)
     Nicio identificare (6,63%)
La recensământul din 2011, populația satului Sădievo era de 829 locuitori. Din punct de vedere etnic, majoritatea locuitorilor (80,09%) erau bulgari, existând și minorități de romi (12,18%) și turci (1,08%). Pentru 6,63% din locuitori nu este cunoscută apartenența etnică.